# Andújar

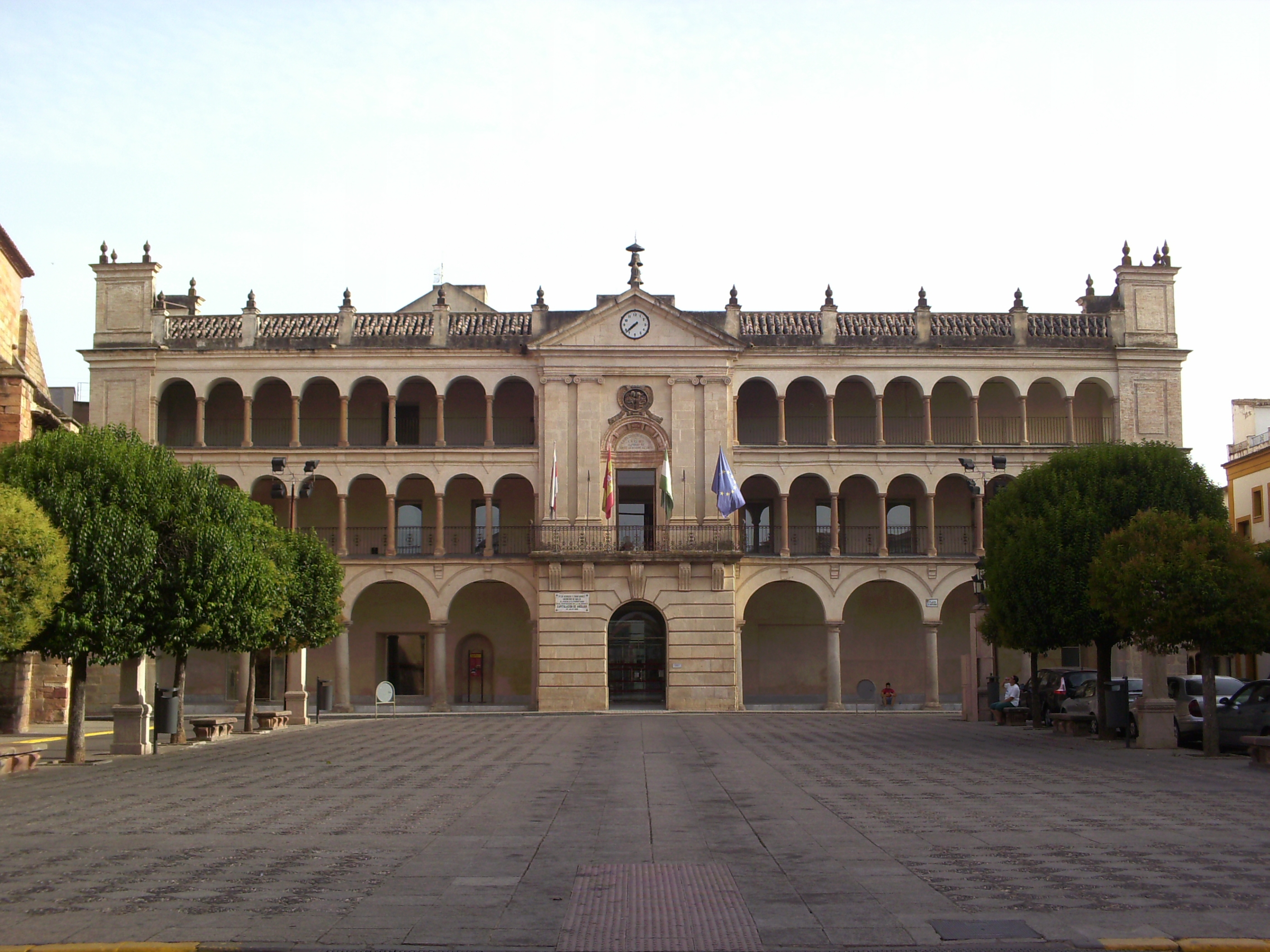
Tòa thị chính của Andújar

Andújar (tên cổ là Illiturgi hay Slilurgi), là một đô thị trong tỉnh Jaén, Tây Ban Nha. Dân số (2005) 38.539 người.